# The Genera of Plants
The Genera of Plants (abreviado Gen. Pl. (Salisbury)) es un libro con ilustraciones y descripciones botánicas que fue escrito por el botánico y pteridólogo inglés Richard Anthony Salisbury y publicado en Londres a título póstumo por John Edward Gray en el año 1866, con el nombre de The Genera of Plants. A fragment containing part of Liriogamæ.